# Vivy
Pour les articles homonymes, voir Vivy (homonymie).
Vivy est une commune française située dans le département de Maine-et-Loire, en région Pays de la Loire.

## Géographie

### Localisation
Commune angevine du Val d'Anjou, Vivy se situe au sud-ouest de Neuillé, sur la route D 347 (ex-N 138), Longué-Jumelles / Saumur, et à proximité de l'autoroute A 85, Angers / Tours.
L’Authion passe au sud de la commune. Son territoire se trouve sur l'unité paysagère du Val d'Anjou.

### Climat
Pour des articles plus généraux, voir Climat des Pays de la Loire et Climat de Maine-et-Loire.
En 2010, le climat de la commune est de type climat océanique altéré, selon une étude du CNRS s'appuyant sur une série de données couvrant la période 1971-2000. En 2020, Météo-France publie une typologie des climats de la France métropolitaine dans laquelle la commune est exposée à un climat océanique et est dans la région climatique Moyenne vallée de la Loire, caractérisée par une bonne insolation (1 850 h/an) et un été peu pluvieux.
Pour la période 1971-2000, la température annuelle moyenne est de 11,8 °C, avec une amplitude thermique annuelle de 14,5 °C. Le cumul annuel moyen de précipitations est de 629 mm, avec 11,1 jours de précipitations en janvier et 5,8 jours en juillet. Pour la période 1991-2020, la température moyenne annuelle observée sur la station météorologique de Météo-France la plus proche, sur la commune de Saint-Nicolas-de-Bourgueil à 14 km à vol d'oiseau, est de 12,5 °C et le cumul annuel moyen de précipitations est de 612,8 mm,. Pour l'avenir, les paramètres climatiques de la commune estimés pour 2050 selon différents scénarios d'émission de gaz à effet de serre sont consultables sur un site dédié publié par Météo-France en novembre 2022.

## Urbanisme

### Typologie
Au 1er janvier 2024, Vivy est catégorisée bourg rural, selon la nouvelle grille communale de densité à sept niveaux définie par l'Insee en 2022.
Elle appartient à l'unité urbaine d'Allonnes, une agglomération intra-départementale regroupant deux  communes, dont elle est une commune de la banlieue,,. Par ailleurs la commune fait partie de l'aire d'attraction de Saumur, dont elle est une commune de la couronne,. Cette aire, qui regroupe 31 communes, est catégorisée dans les aires de 50 000 à moins de 200 000 habitants,.

### Occupation des sols
L'occupation des sols de la commune, telle qu'elle ressort de la base de données européenne d’occupation biophysique des sols Corine Land Cover (CLC), est marquée par l'importance des territoires agricoles (81,6 % en 2018), en diminution par rapport à 1990 (84,8 %). La répartition détaillée en 2018 est la suivante : 
terres arables (41 %), zones agricoles hétérogènes (39,4 %), forêts (12,3 %), zones urbanisées (3,7 %), eaux continentales (2,3 %), prairies (1,2 %). L'évolution de l’occupation des sols de la commune et de ses infrastructures peut être observée sur les différentes représentations cartographiques du territoire : la carte de Cassini (XVIIIe siècle), la carte d'état-major (1820-1866) et les cartes ou photos aériennes de l'IGN pour la période actuelle (1950 à aujourd'hui).

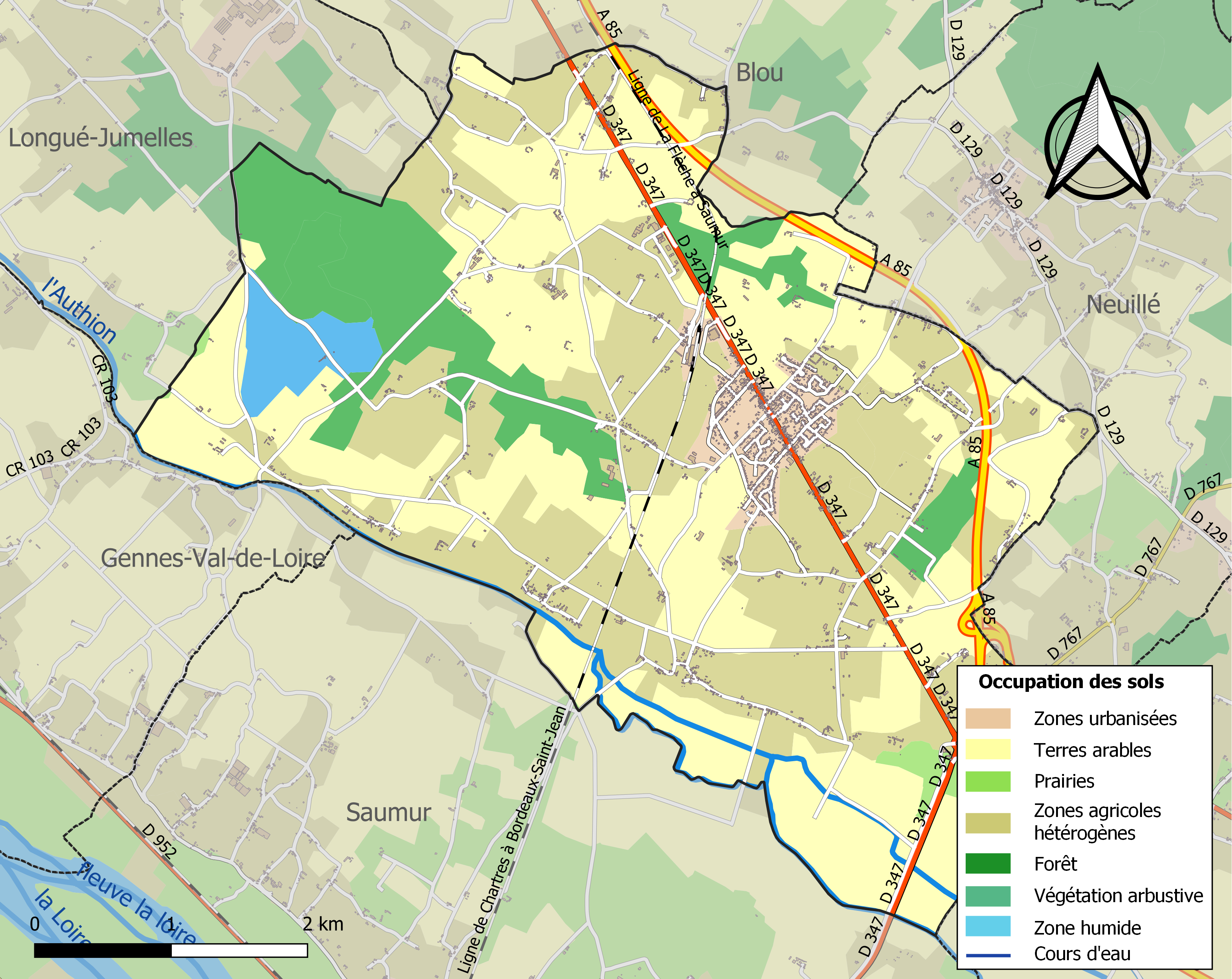
Carte des infrastructures et de l'occupation des sols de la commune en 2018 (CLC).

## Toponymie
Vetus Vicus en 1248, Vievy en 1476, Vifvy en 1621.

## Histoire
Le bourg s'élève jusqu'au XVIIIe et début du XIXe siècle à l'emplacement du Vieux-Vivy, proche de l'Authion. La commune transfère la mairie en 1832 au hameau des Deux-Sœurs (ainsi nommé à l'enseigne d'une hôtellerie fondée en 1793), sur le bord de la route nationale Angers/Tours. C'est un nouveau bourg qui se développe alors. L'église neuve est construite en 1843, de style néo-roman avec simple nef et chapelle. Le presbytère s'y ajoute en 1851 et le cimetière est transféré en 1853 tout près du chemin de Neuillé. L'école laïque de garçons, une partie de la maison de la mairie, l'école des filles (Sœurs de la Salle-de-Vihiers) datent aussi de cette époque,.

## Politique et administration

### Administration municipale
| Période                                  | Période                   | Identité                         | Étiquette | Qualité |
| ---------------------------------------- | ------------------------- | -------------------------------- | --------- | --- |
| 1788                                     |                           | Jacques Abraham                  |           | syndic de la municipalité                                                                                               |
| an IV                                    |                           | Dumeny l'aîné                    |           | |
| germinal an V                            |                           | René Delanoue                    |           | |
| an VI                                    |                           | Pierre Lamiche                   |           | agent municipal puis maire, démission le 10 août 1803, maintenu dans ses fonctions                                      |
| 2 novembre 1808                          |                           | Jacques Bernard de la Roche      |           | |
| 5 juin 1811                              |                           | Joseph-Henri-Bernard de la Roche |           | |
| 27 janvier 1815                          |                           | Hilaire de la Chapelle           |           | |
| avril 1815                               |                           | Pierre Lamiche                   |           | |
| 12 juillet 1815                          |                           | Hilaire de la Chapelle           |           | |
| 30 novembre 1830                         |                           | Charles Trouillard               |           | |
| 1845                                     |                           | Pierre Mercier                   |           | |
| 22 juillet 1852                          |                           | Charles Trouillard               |           | |
| 1861                                     | 1871 (démission)          | Charles Beaumont                 |           | |
| 23 juin 1871                             |                           | Charles Trouillard               |           | |
| 20 mai 1888                              |                           | Paul du Puy                      |           | |
| 14 juin 1891                             |                           | Charles Leroux                   |           | |
| 17 mai 1896                              |                           | René Vaucel                      |           | |
| 20 mai 1900                              |                           | Armand du Payrat                 |           | officier de cavalerie                                                                                                   |
| 15 mai 1904                              |                           | René Vaucel                      |           | |
| 19 mai 1912                              |                           | André Traxler                    |           | |
| 18 mai 1929                              | 1941 (décès)              | Clément Rétif                    |           | |
| octobre 1941                             | 1945                      | Auguste Harrault                 |           | |
| 18 mai 1945                              |                           | Stéphane Clergeau                |           | |
| 31 octobre 1947                          |                           | Auguste Harrault                 |           | |
| 29 mai 1960                              |                           | Alexandre Boujiau                |           | |
| 25 mars 1965                             | 18 mars 1983              | Gilbert Harrault (1927-2018)     |           | Agriculteur, maire honoraire Fils d'Auguste Harrault                                                                    |
| 18 mars 1983                             | mars 2001                 | Pierre Rétif (1934-2017)         | SE        | Exploitant agricole, maire honoraire (2002) Président de la CC du canton d'Allonnes (1994 → 2001) Fils de Clément Rétif |
| mars 2001                                | mars 2008                 | Allain Richard                   | SE        | Pharmacien, maire honoraire (2009) Adjoint au maire (1983 → 2001) Conseiller général d'Allonnes (1994 → 2001)           |
| mars 2008                                | 28 mars 2014              | Philippe Macé                    | SE        | Retraité de l'Éducation nationale, maire honoraire                                                                      |
| 28 mars 2014                             | En cours (au 26 mai 2020) | Béatrice Bertrand,               | SE-DVD    | Infirmière libérale Fille de Pierre Rétif                                                                               |
| Les données manquantes sont à compléter. |                           |                                  |           | |

### Intercommunalité
La commune est membre de la communauté d'agglomération Saumur Val de Loire.

### Autres circonscriptions
Jusqu'en 2014, Vivy fait partie du canton d'Allonnes et de l'arrondissement de Saumur. Ce canton compte alors sept communes. Dans le cadre de la réforme territoriale, un nouveau découpage territorial pour le département de Maine-et-Loire est défini par le décret du 26 février 2014. La commune est alors rattachée au canton de Longué-Jumelles, avec une entrée en vigueur au renouvellement des assemblées départementales de 2015.

## Population et société

### Démographie

#### Évolution démographique
L'évolution du nombre d'habitants est connue à travers les recensements de la population effectués dans la commune depuis 1793. Pour les communes de moins de 10 000 habitants, une enquête de recensement portant sur toute la population est réalisée tous les cinq ans, les populations de référence des années intermédiaires étant quant à elles estimées par interpolation ou extrapolation. Pour la commune, le premier recensement exhaustif entrant dans le cadre du nouveau dispositif a été réalisé en 2004.

En 2022, la commune comptait 2 599 habitants, en évolution de +0,39 % par rapport à 2016 (Maine-et-Loire : +2,12 %, France hors Mayotte : +2,11 %).
| 1793  | 1800  | 1806  | 1821  | 1831  | 1836  | 1841  | 1846  | 1851  |
| ----- | ----- | ----- | ----- | ----- | ----- | ----- | ----- | ----- |
| 1 289 | 1 209 | 1 406 | 1 422 | 1 519 | 1 516 | 1 320 | 1 290 | 1 300 |

| 1856  | 1861  | 1866  | 1872  | 1876  | 1881  | 1886  | 1891  | 1896  |
| ----- | ----- | ----- | ----- | ----- | ----- | ----- | ----- | ----- |
| 1 428 | 1 404 | 1 344 | 1 317 | 1 326 | 1 318 | 1 475 | 1 326 | 1 310 |

| 1901  | 1906  | 1911  | 1921  | 1926  | 1931  | 1936  | 1946  | 1954  |
| ----- | ----- | ----- | ----- | ----- | ----- | ----- | ----- | ----- |
| 1 294 | 1 289 | 1 281 | 1 281 | 1 286 | 1 318 | 1 295 | 1 351 | 1 447 |

| 1962  | 1968  | 1975  | 1982  | 1990  | 1999  | 2004  | 2006  | 2009  |
| ----- | ----- | ----- | ----- | ----- | ----- | ----- | ----- | ----- |
| 1 375 | 1 434 | 1 672 | 1 806 | 1 885 | 1 873 | 2 021 | 2 050 | 2 364 |

| 2014  | 2019  | 2022  | - | - | - | - | - | - |
| ----- | ----- | ----- | - | - | - | - | - | - |
| 2 555 | 2 537 | 2 599 | - | - | - | - | - | - |

#### Pyramide des âges
La population de la commune est relativement jeune.
En 2018, le taux de personnes d'un âge inférieur à 30 ans s'élève à 35,2 %, soit en dessous de la moyenne départementale (37,2 %). À l'inverse, le taux de personnes d'âge supérieur à 60 ans est de 25,8 % la même année, alors qu'il est de 25,6 % au niveau départemental.
En 2018, la commune compte 1 264 hommes pour 1 295 femmes, soit un taux de 50,61 % de femmes, légèrement inférieur au taux départemental (51,37 %).
Les pyramides des âges de la commune et du département s'établissent comme suit.
| Hommes | Classe d’âge | Femmes |
| ------ | ------------ | ------ |
| 0,6    | 90 ou +      | 1,2    |
| 7,5    | 75-89 ans    | 8,6    |
| 16,3   | 60-74 ans    | 17,4   |
| 21,6   | 45-59 ans    | 19,9   |
| 17,9   | 30-44 ans    | 18,4   |
| 15,0   | 15-29 ans    | 13,3   |
| 21,1   | 0-14 ans     | 21,2   |

| Hommes | Classe d’âge | Femmes |
| ------ | ------------ | ------ |
| 0,9    | 90 ou +      | 2,1    |
| 7      | 75-89 ans    | 9,5    |
| 16,2   | 60-74 ans    | 16,9   |
| 19,4   | 45-59 ans    | 18,7   |
| 18,2   | 30-44 ans    | 17,5   |
| 18,8   | 15-29 ans    | 17,6   |
| 19,5   | 0-14 ans     | 17,6   |

### Vie locale

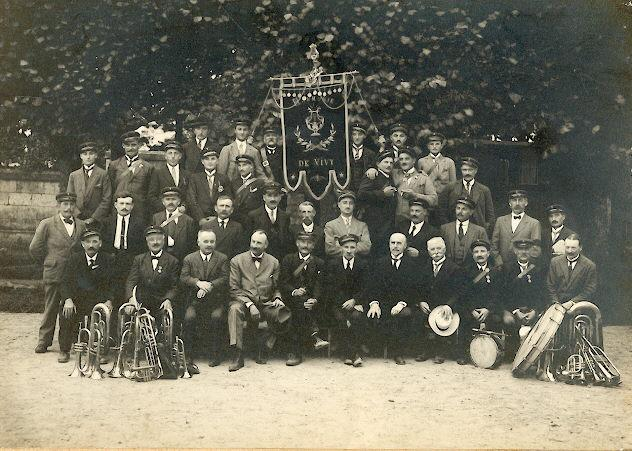
Harmonie de Vivy en 1926.

- La société de l'avenir de Vivy, sur la route de Saumur.
- L'harmonie de Vivy. Fondée en 1864 par Elie Charles Baumont, elle a fêté ses 150 ans d'existence en 2014.

## Économie
Sur 177 établissements présents sur la commune à la fin de l'année 2010, 28 % relèvent du secteur de l'agriculture (pour une moyenne de 17 % sur le département), 7 % du secteur de l'industrie, 12 % du secteur de la construction, 44 % de celui du commerce et des services et 9 % du secteur de l'administration et de la santé. Fin 2015, sur les 172 établissements actifs, 17 % relèvent du secteur de l'agriculture (pour 11 % sur le département), 7 % du secteur de l'industrie, 9 % du secteur de la construction, 55 % de celui du commerce et des services et 11 % du secteur de l'administration et de la santé.
On trouve sur la commune le marché d'intérêt national (MIN) pour la production maraîchère du « Jardin de la France ».

## Culture locale et patrimoine

### Lieux et monuments

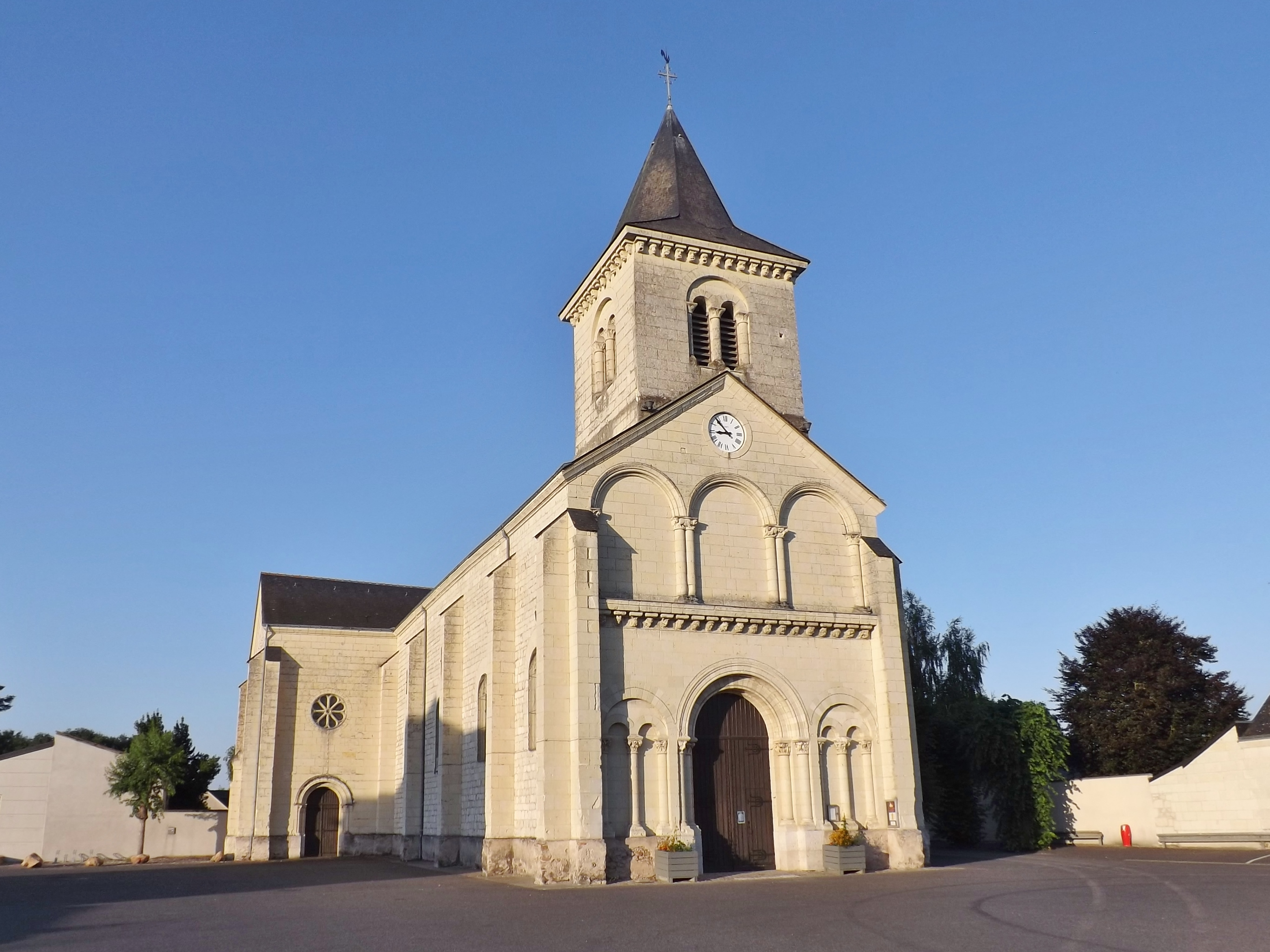
Église Saint-Paul de Vivy.

- Le Vieux-Vivy sur la rive droite de l'Authion, ancien emplacement du village[16],[17] ;
- L'église Saint-Paul, construite en 1846[31] ;
- La Ronde, petit château qui a donné son nom à un carrefour routier où s'est installé l'Office de tourisme du Saumurois ;
- L'éolienne de La Ronde ;
- Le château des Coutures du XIXe siècle ;
- Le château de Nazé ;
- « Ar(t)cheval » le Cheval de Saumur, statue métallique sur le bord de l'autoroute A85 ;
- Les Monteaux, étang et aire de loisirs ;
- L'ancien pont du Gué d'Arcy.